# Van der Maesen
Van der Maesen / Van der Maes is een van oorsprong Limburgse familie die vanaf eind 18e eeuw tot de adel behoort. De familie kent diverse vertakkingen met daarin ook leden die na de afschaffing van het Heilig Roomse Rijk hun adellijke status niet meer formeel hebben laten bevestigen. Er zijn nog steeds bloeiende takken in onder meer België, Duitsland en Nederland. De mannelijke leden voeren de erfelijke titel van ridder, de vrouwelijke leden zijn ongetiteld.

## Geschiedenis en genealogie
- In 1770 werd Jean van der Maesen (1720-1791)  door keizer Jozef II verheven in de erfelijke adel met de titel van ridder van het Heilig Roomse Rijk, overdraagbaar bij eerstgeboorte. Hij trouwde met Philippine Curione (1741-1791). Ze hadden veertien kinderen, onder wie minstens vijf zoons.
  - Laurent van der Maesen (1762-1836), advocaat, trouwde met Marie-Anne Lion.
    - Antoine Laurent Christophe van der Maesen (Esneux, 28 juli 1794 - Verviers, 21 oktober 1848) was procureur des Konings in Verviers en provincieraadslid. In 1848, enkele maanden voor zijn dood, werd hij erkend in de erfelijke adel met de titel ridder, overdraagbaar op alle mannelijke afstammelingen. Hij trouwde met Anne Sagehomme (1805-1890). Deze familietak is twee generaties later uitgedoofd.

  - Godefroid van der Maesen (1765-1848), trouwde met Marie Noirfalize (1778-1811).
    - Constantin van der Maesen (1803-1861), trouwde met Jeanne Mathieu (1797-1866).
      - Hypolite van der Maesen (1838-1918), trouwde met Marie Bounameau (1867-1926).
        - Frédéric van der Maesen (1865-1913), trouwde met Marie Donneaux (1867-1926).
          - Hyppolite van der Maesen (1903-1980), trouwde met Alberte Zichet (1907-1991).
            - Marcel Joseph Vandermaesen (°1942), trouwde met Andrée Lesuisse. Hij werd in 2004 erkend in de erfelijke adel met de titel ridder. Zonder afstamming.
            - Robert Arthur Emile Vandermaesen (°1945), trouwde met Liliane Lallemand (°1949). Hij werd in 2004 erkend in de erfelijke adel met de titel ridder. Met een beperkte afstamming.

          - Fernand van der Maesen (1906-1974), trouwde met Jeanne Gottfried (1908-1960).
            - Frédéric Van der Maesen (1928-1997), trouwde met Martine Robert (°1930).
              - Jean Claude Philippe Vandermaesen (°1960) werd in 2002 in de erfelijke adel opgenomen met de titel ridder, overdraagbaar op alle mannelijke afstammelingen. Hij is vrijgezel.

  - Dieudonné Joseph Ignace van der Maesen (Luik, 1770 - Marcourt, 1845), trouwde met Anne d'Everlange (1769-1828) en ze hadden negen kinderen. Hij werd in 1822 erkend in de erfelijke adel met de titel ridder, overdraagbaar op alle mannelijke afstammelingen. Twee generaties later was deze tak uitgestorven, behalve dan in een Duits-Pruisische tak die afstammelingen heeft tot heden.
  - Jean-Gilles van der Maes(en) (1773-1849), trouwde met Lambertine Clenge (1780-1865).
    - François Laurent Auguste van der Maesen (1804-1887), trouwde met Hubertine Henry (1813-1876). In 1887 verkreeg hij erkenning van erfelijke adel met de titel ridder, maar hij overleed vijf dagen later vooraleer hij de open brieven kon lichten.
      - Eugène Auguste van der Maesen (Hody, 29 februari 1844 - Esneux, 7 april 1897), trouwde met Léonie Galler (1859-1888). In 1888 verkreeg hij erkenning in de erfelijke adel met de titel ridder overdraagbaar op alle mannelijke afstammelingen. Met afstammelingen.
      - Jean Joseph Edouard van der Maesen (Poulseur, 29 januari 1846 - Sint-Gillis, 5 februari 1918), trouwde met Justine Mahaux (1861-1930). In 1888 verkreeg hij erkenning in de erfelijke adel met de titel ridder overdraagbaar op alle mannelijk afstammelingen. Uitgedoofde familietak.

  - Hyacinthe van der Maesen (1774-1847) verwaarloosde heropname in de adel.
    - Jules van der Maesen (1804-1876) verwierf de Pruisische nationaliteit en liet zich in 1835 in de Pruisische adel erkennen. Met nageslacht.